# 태풍 (영화)
《태풍》은 2005년 개봉한 대한민국의 액션 영화이다.

## 캐스팅
- 장동건: 최명신 역
- 이정재: 해군특수전단 강세종 대위 역
- 이미연: 최명주 역
- 김갑수: 국가정보원 간부 역
- 데이비드 맥기니스: 쏨차이 역
- 차트하퐁 판타나운쿨: 토토 역
- 허욱: 최 팀장 역
- 선호진: 대통령 역
- 강신성일: 대통령 역
- 박찬영: 국정원장 역
- 김란흔: 정영기 역
- 민지환: 박원식 역
- 최일화: 강지상 역
- 황건: 수석보좌관 역
- 민준호: 러시아 요원 역
- 김기영: 씬 / 어린 최명신 역